# AIG
American International Group, Inc. (AIG) (NYSE: AIG), (також відома як AIU Holdings, Inc.) — американська страхова корпорація, що здійснює операції в більш ніж 80 країнах і юрисдикціях. Штаб-квартира в American International Building у Нью-Йорку. Офіс британської штаб-квартири розташований на вулиці Фенчорч Стріт в Лондоні; європейський операційний відділ розташований на вулиці Ла Дефенс в Парижі, а її азійське представництво в Гонконзі. Станом на 1 січня 2019 року в компаніях AIG працювало 49 600 осіб. AIG обслуговує 87% Fortune Global 500 і 83 % Forbes 2000. AIG посіла 60 місце у списку Fortune 500 за 2018 рік. Згідно зі списком Forbes Global 2000 за 2016 рік, AIG є 87-ю найбільшою публічною компанією у світі. Станом на 31 грудня 2017 року акціонерний капітал AIG становив 65,2 мільярда доларів. 
Компанія працює через три основні види діяльності: 
- General Insurance
- Life & Retirement
- Окрема дочірня компанія з підтримкою технологій[14][15][16].

Загальне страхування включає комерційне, особисте страхування, польові операції в США та за кордоном. Life & Retirement включає підтримку групового виходу на пенсію, індивідуального виходу на пенсію, життя та інституційних ринків. AIG є спонсором AIG Women’s Open (гольф) і New Zealand Rugby (AIG All blacks).
З 8 квітня 2004 до 22 вересня 2008 компанія була складовою частиною Dow Jones Industrial Average.
AIG постраждала від кризи ліквідності коли оцінка її кредитоспроможності була знижена до рівня «AA» в вересні 2008 року. Федеральна резервна система США 16 вересня 2008 року виплатила компанії кредит 180 мільярдів доларів, щоб та була спроможна збільшити свої активи. Комісія з розслідування фінансової кризи співвідносила провал AIG з масовими продажами нехеджованого страхування. У 2012 році AIG виплатила уряду Сполучених Штатів 205 мільярдів доларів.